# Hipo
Hilfspolizei (Hipo) (hjälppolis) var i Nazityskland de organ inom polisväsendet och befolkningsskyddet som utgjordes av frivilliga eller tjänstepliktiga, som inte var anställda eller tjänstgörande på heltid.

## Teknisk hjälppolis

### Luftschutzpolizei
LS-Pol (Luftschutzpolizei) bildades när de tyska civilförsvaret omorganiserades 1942. Sicherheits- und Hilfsdienst (SHD) vilket var civilförsvarets undsättningsorganisation och lydde under Riksluftfartsministeriet delades då upp mellan flygvapnet och polisen. De motoriserade undsättningskolonnerna överfördes till flygvapnet (Luftwaffe) som motoriserade räddningsbataljoner, medan de ortsfasta kolonnerna bildade LS-Pol.

### Technische Nothilfe
TeNo (Technische Nothilfe), en frivillig teknisk beredskapsorganisation, var underställd Orpo.

### Feuerwehren
Feuerwehren var samlingsnamnet för de brandkårer som inte tillhörde brandförsvarspolisen, dvs. inte var yrkesbrandkårer. Dit hörde de frivilliga brandkårerna som hade huvudansvaret för brandförsvaret, i förekommande fall tillsammans med brandvärn (Pflichtfeuerwehr) och industribrandkårer (Werkfeuerwehr).

## Hjälppolis

### Stadt- und Landwacht
Stadt- und Landwacht war Hilfspolizei för att biträda vid ordningens upprätthållande i städer och på landsbygden.

### Övriga
Som hjälppolis räknades även följande organ.
- Reichsluftschutzbund - civilförsvarsförbundets personal vid utförande av kontroll över mörkläggning och hemskydd.
- Bahnschutzpolizei - vid utförande av uppdrag rörande allmän ordning och säkerhet.
- NSKK - organ för trafikdirigering, trafikuppfostran, olycksfallstjänst, transportkontroll.
- Hitlerjugends ordningstjänst (Streifendienst) och brandtjänst (Feuerwehrscharen).
- Werkluftschutz - verkskydd.
- Werkschutzpolizei - verkskyddets ordnings- och bevakningstjänst.
- SA-räddningstjänst (SA-Katastrophenstürme).
- SS-företagshemvärn (SS-Industrieschutzmannschaften).